# Leskia sappirina
Leskia sappirina là một loài ruồi trong họ Tachinidae.